# Amélia da Lomba
Maria Amélia Gomes Barros da Lomba do Amaral, conocida como Amélia da Lomba o Amélia Dalomba (Cabinda, 23 de noviembre de 1961) es una escritora, periodista y poetisa angoleña.

## Biografía
Se graduó en Psicología en Moscú. De regreso en Angola, trabajó como periodista para la Emissora Provincial de Cabinda, la Radio Nacional de Angola y el Jornal de Angola en Luanda. Entre sus trabajos se encuentran Ânsia (1995), Sacrosanto Refúgio (c.1995) y Noites ditas à chuva (en español: Noches de discursos a la lluvia, 2005), un libro de poesía publicado por la UEA. Su poesía está incluida en antologías y libros como Antología da Poesia Feminina dos Palop (1998), Antología do Mar na Poesia Africana de Língua Portuguesa do Século XX (2000) y Antología O Amor tem Asas de Ouro. Da Lomba es miembro de la Unión de Escritores de Angola (União dos Escritores Angolanos; UEA).
Además de sus poemas y artículos publicados, ha grabado CD de letras y música angoleña. También se desempeñó como Secretario de la Misión Internacionalista Angolana. Fue galardonada con la Medalha da Ordem do Vulcão (Orden de Vulcano) por el presidente de Cabo Verde en 2005 y es la única persona no caboverdiana a la que se le ha otorgado.
Según Luís Kandjimbo, pertenece a un grupo de escritoras contemporáneas en Angola como Lisa Castel, Ana Paula Tavares y Ana de Santana, a quienes llama la «Generación de la Incertidumbres» (Geração das Incertezas), escritoras que típicamente muestran angustia y melancolía en sus obras, expresando decepción con las condiciones políticas y sociales en el país.

## Obras

### Literatura
- Ânsia, Poesia (1995), UEA
- Sacrossanto Refúgio (1996), Edipress
- Espigas do Sahel (2004), Kilomlombe Publishers
- Noites Ditas à Chuva (2005), UEA
- Sinal de Mãe nas Estrelas (2007), Zian Editora (Publishers)
- Aos Teus Pés Quanto Baloiça o Vento (2008), Zian
- Cacimbo 2000 (2000), Patrick Houdin-Alliance Française de Luanda
- Nsinga - O Mar no Signo do Laço (2012), Mayamba[3]
- Uma mulher ao relento (2011), Nandyala Publishers

### CD
- Verso Prece e Canto (2008), N’Gola Música